# Waterbed Hev
Waterbed Hev è il primo album solista del rapper statunitense Heavy D, pubblicato in tutto il mondo nel 1997 da Uptown e Universal.
| Recensione | Giudizio |
| ---------- | -------- |
| AllMusic   | [ 1 ]    |

## Tracce
1. Big Daddy – 4:09
2. Keep It Comin' – 4:26
3. You Can Get It (feat. Lost Boyz & Soul for Real) – 4:47
4. Waterbed Hev (feat. Vinia Mojica) – 4:28 (musica: Daven "Prestige" Vanderpool)
5. Shake It – 4:10
6. I'll Do Anything – 3:55
7. Don't Be Afraid (feat. Big Bub) – 4:14
8. Justa' Interlude – 1:06
9. Can You Handle It (feat. DJ Rogers Jr., MC Gruff & Tha Dogg Pound) – 4:16
10. Wanna Be A Playa (feat. MC Gruff) – 2:43
11. Get Fresh Hev	3:02
12. Big Daddy (feat. MC Gruff) (remix) – 3:31 (musica: Heavy D (remix), Tony Dofat (remix))

## Classifiche

### Classifiche settimanali
| Classifica (1997)         | Posizione massima |
| ------------------------- | ----------------- |
| Stati Uniti               | 9                 |
| US Top R&B/Hip-Hop Albums | 3                 |